# Das Lied von der Post

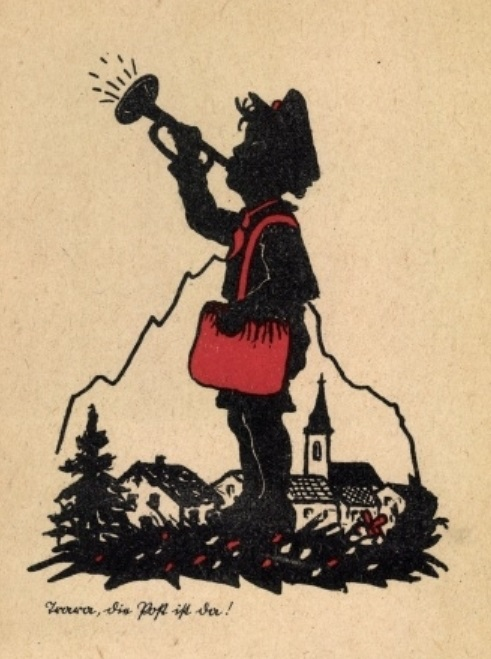
Postkarte mit Scherenschnitt-Bild (1910er Jahre); Beschriftung in Sütterlinschrift: „Trara, die Post ist da!“

Das Lied von der Post ist ein deutsches Volks- und Kinderlied, dessen Text von Rudolf Löwenstein (1819–1891) nach einer überlieferten Weise 1846 verfasst wurde. Der Text erschien zuerst in Löwensteins Gedicht-Zyklus Der Kindergarten (Kindergedichte). Das Lied ist auch unter der Anfangszeile Trara, die Post ist da bekannt. Aufgrund der jüdischen Abstammung des Verfassers war das Lied in der Zeit des Nationalsozialismus teilweise verpönt.
Das Lied wurde mit dem Text „Der Fuchs geht durch den Wald“ auch für die Sendung Herr Fuchs und Frau Elster des Deutschen Fernsehfunks adaptiert.

## Text
| 1. Trara, die Post ist da, trara, die Post ist da! Von weitem hör ich schon den Ton, sein Liedlein bläst der Postillon. Er bläst aus voller Kehle, er bläst aus froher Seele. Die Post ist da, trara, trara, die Post ist da, trara. 2. Trara die Post ist da, trara die Post ist da! O Postillon, nun sag mir schnell, was bringst du heute mir zur Stell? Wer hat von unsern Lieben uns aus der Fern geschrieben? Die Post ist da, trara, trara, die Post ist da, trara. 3. Trara die Post ist da, trara die Post ist da! Geduld, Geduld, gleich pack ich aus, dann kriegt es jeder in sein Haus: die Briefe und die Päckchen, die Schachteln und die Säckchen. Die Post ist da, trara, trara, die Post ist da, trara. 4. Trara die Post ist da, trara die Post ist da! Und wenn ihr's jetzt schon wissen müsst: Der Onkel hat euch schön gegrüßt, wohl tausendmal und drüber; bald kommt er selbst herüber. Die Post ist da, trara, trara, die Post ist da, trara. |